# Palutrus scapulopunctatus
Palutrus scapulopunctatus es una especie de peces de la familia de los Gobiidae en el orden de los Perciformes.

## Morfología
Los machos pueden llegar a alcanzar los 6,3 cm de longitud total.

## Hábitat
Es un pez de clima tropical y demersal.

## Distribución geográfica
Se encuentra en el Pacífico occidental central: Malasia, Indonesia y Fiyi.

## Observaciones
Es inofensivo para los humanos. 